# Жаумбаев, Демеу
Демеу Жаумбаев (1932—1983) — старший чабан совхоза «Красноярский» имени 50-летия Октябрьской революции Тайпакского района Уральской области, Казахская ССР. Герой Социалистического Труда (1971).
Досрочно выполнил задания Восьмой пятилетки (1966—1970) по овцеводству. Указом Президиума Верховного Совета СССР «О присвоении звания Героя социалистического Труда передовикам сельского хозяйства Казахской ССР» от 8 апреля 1971 года за выдающиеся успехи, достигнутые в развитии сельскохозяйственного производства и выполнении пятилетнего плана продажи государству продуктов земледелия и животноводства удостоен звания Героя Социалистического Труда с вручением ордена Ленина и золотой медали «Серп и Молот»
.